# سیارک ۵۵۰۰
سیارک ۵۵۰۰ (به انگلیسی: 5500 Twilley، نامگذاری:1981WR) پنج هزار و پانصدمین سیارک کشف شده‌است که در ۲۴ نوامبر ۱۹۸۱ کشف شد.
قدر مطلق سیارک برابر ۱۳٫۵۰ است.